# Laken (volk)
De Laken of Lakken (Lak: Лак of Лакру; Russisch: Лакцы) zijn een volk dat bestaat uit circa 156.500 leden, waarvan een belangrijk deel in de Russische republiek Dagestan woont. Van oorsprong leefden de Laken met name op de hoogvlakten van de bergachtige gebieden in centraal en zuidelijk Dagestan, waar zij nog steeds met ongeveer 140.000 meer dan 90% van de bevolking vormen. Tegenwoordig wonen zij echter ook buiten Dagestan en in andere delen van de republiek, voornamelijk in de steden. Zij vormen ongeveer 5,4% van de Dagestaanse bevolking (peiljaar 2002) en meer dan 12% van de inwoners van de hoofdstad Machatsjkala.

## Geschiedenis
In de 6e eeuw bekeerden de Laken zich tot het Armeens christendom. Hun goed verdedigbare positie in de bergen stelde hen lange tijd in staat de Islamitische druk tot assimilatie te weerstaan, maar in de 8e eeuw gingen ze toch over op het soennisme. Het was waarschijnlijk het eerste volk in Dagestan dat met de islamitische opmars werd geconfronteerd. Sindsdien zijn het altijd soennieten (sjafisten) gebleven. Wel zijn er onder de Lakken die op het platteland leven nog animistische gebruiken overgebleven.
Vanaf de 12e eeuw was het Sjamchalaat Ghazi-Qumuq (in het Russisch ook Kazikoemoechskoje sjamchalstvo genoemd) een min of meer zelfstandige staat in de Kaukasus, gecentreerd in het huidige Dagestan. In de 18e eeuw ontstond uit het sjamchalaat een kanaat, en werd het gebied deel van de inzet van de strijd tussen de Russen, Perzen en Osmanen, die vochten om zeggenschap over de regio, die culmineerde in de overwinning door Rusland tijdens de Kaukasusoorlog. Vanaf 1820 vielen de Laken definitief onder Russisch gezag. Het kanaat/sjamchalaat werd in 1859 door het ontbreken van een opvolger voor imam Sjamil omgezet naar het Dagestaanse district Kazikoemoekski (en in 1867 opgeheven), die in 1922 werd hernoemd tot het district Lakski, dat in 1935 werd opgesplitst in het huidige district Lakski en het district Koelinski. Een deel van het volk vestigde zich -in het begin vrijwillig maar later ook onder Russische druk- in de noordelijke streken, waar de Koemukken woonden.
In 1917 brak de Russische Burgeroorlog uit, waarbij de mensjewistische troepen van Anton Denikin in het gebied kwamen en de bevolking schatting oplegden. Nadat de bolsjewieken de mensjewieken in 1920 hadden verjaagd uit het gebied, werd de sovjetheerschappij gevestigd. Bij de oorlog waren bijna 15.000 Lakken omgekomen, zodat de Lakse bevolking daalde van 55.200 in 1916 naar 39.900 in 1926.
In de beginjaren was er net als in andere delen van de Sovjet-Unie enige vrijheid, maar met de inzet van de collectivisatie verdween dit begin jaren 30. In 1936 werden bijna alle moskeeën gesloten. en tussen 1938 en 1940 werden in 5 dorpen alle moskeeën volledig afgebroken en elk spoor van het islamitische geloof uitgewist. In andere dorpen werden ze net als elders omgezet naar opslagplaatsen of als vergaderzaal of café gebruikt. Toen de Duitsers Operatie Barbarossa startten in 1941, ontstonden op verschillende plekken in de Kaukasus opstanden van strijders tegen de Russen. Volgens de NKVD zouden zich in 1943 in Dagestan 1500 van hen bevinden, met nog eens 1800 deserteurs en 'deviationisten'. Hierop volgden onderdrukkingen door de communistische overheid en in 1944 werd een groot aantal Lakken uit 43 dorpen door de Russen naar de vlakten verplaatst, om daar de gedeporteerde Tsjetsjenen te vervangen. 23 dorpen werden daarbij gedeeltelijk verwoest en 18 dorpen volledig (Achar, Artsjoetta, Baraj, Biltach, Boertin, Chalapki, Chanar, Doetsji, Koerchi, Marki, Nitsovkra, Sjoesjia, Soendaraloe, Toechtsjar, Toertsji, Tsjajach en Tsjaravali). De Lakken waren geheel niet aangepast aan de nieuwe klimatologische omstandigheden in het nieuwe district Novolakski (bestuurlijk centrum in het dorp Beria; nu Novolakskoje) en de gedeporteerde migranten kregen in het geheel geen hulp van de staat. Al snel brak malaria uit, gevolgd door de buiktyfus en andere ziekten. In 1945 brak een hongersnood uit. Dat jaar werden slechts 54 kinderen geboren en stierven er 693. In 1947 stierf meer dan een derde (ruim 2000) van de gedeporteerde Lakken. Van de families uit 18 volledig verwoeste dorpen stierven er zo 6 volledig uit. Bij de eerste naoorlogse volkstelling van 1959 was het aantal Lakken met 53.450 personen terug op het niveau van de laatste Russische volkstelling voor de sovjetperiode van 1897
Op 26 april 1994 trad een Russische wet in werking, waarmee de gedeporteerde volken werden gerehabiliteerd. Dit betekende voor de Lakken uit het district Novolakski echter dat ze opnieuw werden verplaatst; naar de arme solonchakgronden ten noorden van Machatsjkala.

## Taal
De taal van de Laken, het Lak, wordt gerekend tot de Nach-Dagestaanse talen en kent zeker 7 (relatief homogene) dialecten. De taal kent ongeveer 100.000 actieve sprekers. Van de 15e eeuw tot 1928 werd het Lak geschreven met het Arabisch alfabet en de eerste Lakse literatuur (gedichten) verscheen in de 16e eeuw. In de jaren 60 van de 19e eeuw verschenen echter op initiatief van de Russische taalkundige P.K. Oeslar wel de eerste boeken in het cyrillisch alfabet. Vanaf 1928 werd circa tien jaar lang het Latijns alfabet gebruikt, dat in 1938 onder dwang echter weer vervangen werd door het Cyrillisch alfabet.
Abazijnen ·
Abchaziërs ·
Achvachen ·
Adygeeërs ·
Aino ·
Aleoeten ·
Aljoetoren ·
Altaj (Oirot) ·
Andi ·
Armeniërs ·
Avaren ·
Azerbeidzjanen·
Balkaren ·
Baraba ·
Basjkieren ·
Bergjoden ·
Boerjaten ·
Chakassen ·
Chanten ·
Chinezen ·
Dargienen ·
Dolganen ·
Enetsen ·
Evenen ·
Evenken ·
Georgiërs ·
Grieken ·
Ingoesjen ·
Ingriërs ·
Itelmenen ·
Jakoeten ·
Joden ·
Joekagieren ·
Joepiken ·
Kabardijnen ·
Kalmukken ·
Kamtsjadalen ·
Karatsjajers ·
Kareliërs ·
Kazachen ·
Kereken ·
Ketten ·
Komi ·
Koreanen ·
Korjaken ·
Korjo-saram ·
Krim-Tataren ·
Lezgiërs ·
Mansen ·
Mari (Tsjeremissen) ·
Meschetische Turken ·
Mordwienen ·
Nanai ·
Negidalen ·
Nenetsen (Joeraken) ·
Nganasanen ·
Nivchen (Giljaken) ·
Nogai ·
Oedegen ·
Oedmoerten ·
Oekraïners ·
Oeltsjen ·
Oezbeken ·
Oroken ·
Orotsjen ·
Osseten ·
Polen ·
Pomoren ·
Rusland-Duitsers (inclusief Wolga-Duitsers) ·
Russen ·
Samen (Lappen) ·
Selkoepen ·
Sjoren ·
Sojoten ·
Tabassaranen ·
Perzen (Tadzjieken) ·
Taten ·
Teleoeten ·
Tofalaren ·
Tsachoeriërs (Caxur) ·
Tsjerkessen ·
Tsjetsjenen (Noxchi) ·
Tsjoektsjen ·
Tsjoelymen ·
Tsjoevanen ·
Tsjoevasjen ·
Turkmenen ·
Toevanen ·
Wepsen ·
Belarussen (Wit-Russen) ·
Wolga-Tataren ·
Woten